# Santa Maria d'Albesa
Santa Maria d'Albesa és una església neoclàssica d'Albesa (Noguera) protegida com a bé cultural d'interès nacional.

## Descripció
L'església parroquial d'Albesa està ubicada al centre del nucli i afronta amb la plaça Major al nord, el carrer Major a l'oest, la plaça dels Retaulers d'Albesa al sud i el carrers de la Costa a l'est. Es tracta d'un edifici aïllat, bastit en la seva major part durant la segona meitat del segle xviii i que consisteix en una església de tres naus, amb capelles laterals, un fals transsepte i cor elevat als peus.
La façana principal, que afronta amb el carrer Major, és dels pocs elements que es conserven de l'església romànica i està constituïda per aparell regular de carreus ben escairats de pedra sorrenca amb una senzilla portalada rectangular i, a sobre, un rosetó. Tant la porta com la rosassa estan emmarcats amb pedra calcària, blanquinosa, que ressalta entre la pedra sorrenca bruna. Una cornisa de pedra dona pas al campanar en espadanya, de tres nivells d'igual alçada, però d'amplada decreixent. Té dues obertures amb sengles campanes al primer pis, dues obertures més petites al segon i una sola al tercer pis, de la mateixa mida que les del segon. Totes les obertures de l'espadanya són d'arcs de mig punt i, des de la part superior del primer nivell, el canvi de color de la pedra ens indica que la part superior correspon a la reconstrucció del campanar de l'any 2008.
La resta de les façanes ofereixen diversos aparells constructius, entre els quals predomina l'aparell irregular de pedra sorrenca lligada amb morter de calç, però també l'aparell de maons i el mur de tàpia. Els volums exteriors ja denoten l'organització interna de l'edifici. Les façanes corresponents al transsepte i la capçalera ofereixen el mateix aspecte, amb aparell regular i rematades amb un frontó. Al centre, el cos superior del creuer està fet amb maó i cobert amb una senzilla teulada a doble vessant. La teulada que cobreix la nau central també és a doble vessant i desguassa sobre les teulades de les naus laterals, notablement més baixes.
A l'interior s'observa que la nau central està coberta amb una volta de canó amb llunetes mentre que les naus laterals estan cobertes amb volta de creueria. El creuer, de planta quadrada exteriorment, acaba a l'interior en forma de cúpula, decorada amb gallons. La cúpula recolza sobre pilastres que flanquegen els arcs formers de les naus laterals. Aquests arcs sostenen l'entaulament sobre el que recolza la volta central.
Pertanyent a l'església romànica es conserva, a part de la façana principal abans descrita, un tram de 5 m de nau a continuació d'aquesta façana i un petit tram de la paret exterior de l'absis, situat al cantó nord de la capçalera actual, que mostra que originalment l'església tenia un sòcol sobresortit del pany vertical. D'altra banda, durant la reforma de l'interior el 1980 va aparèixer sota el presbiteri el fonament de la part nord de l'absis semicircular romànic.
L'església conserva un retaule de pedra gòtic (datat el segle XIV), esculpit, policromat i procedent del temple anterior. Segons Agustí Duran i Sanpere aquest retaule és el principal d'un grup de retaules de la zona de Lleida que es caracteritzen per la desproporció entre la riquesa arquitectònica i decorativa i la pobresa de l'escultura. Els temes estan distribuïts en quatre carrers sobre el bancal inferior que conté la representació dels dotze apòstols. Entre els dos carrers de la dreta i els de l'esquerra se situava la imatge de la Mare de Déu amb el nen al braç esquerre (la imatge original encara va poder ser fotografiada el 1918 per Josep Salvany, però després es perdé i fou substituïda recentment per una altra imatge), sobre la qual hi ha un dosseret amb pinacle, rematat per la Maiestas domini. Les escenes a banda i banda fan referència als goigs de la Mare de Déu des de l'Anunciació fins a la Concepció. El marc estilístic d'aquesta escola de Lleida, característica dels obradors industrialitzats de finals del segle xiv, es pot observar en algunes obres conservades a l'església de Sant Llorenç de la ciutat de Lleida, en què es comprova que algunes escenes del retaule d'Albesa reflecteixen composicions del retaule major de la Seu Vella (la Pentecosta) però també del retaule de Cornellà de Conflent (la coronació), obra de Jaume Cascalls. La disposició dels elements en el retaule d'Albesa fa pensar en un model intermedi, més convencional i paral·lel al del retaule de Sant Llorenç de Lleida.

## Història
El 1163 s'atorgà la carta de població a Albesa, 18 anys després de la definitiva conquesta del lloc per part de Ramon Berenguer IV i Ermengol VI. Així, la primitiva parròquia d'Albesa apareix esmentada en documentació escrita de finals del segle xii. Tot i això, no es coneix res de l'antic edifici i l'església actual és una obra de la segona meitat del segle xviii.